# NGC 4194
Pour les articles homonymes, voir Nébuleuse de la Méduse.
NGC 4194 est une petite galaxie irrégulière magellanique située dans la constellation de la Grande Ourse. NGC 4194 a été découverte par l'astronome germano-britannique William Herschel en 1791. En raison de sa longue queue de marée provenant de la fusion de deux galaxies et dont la forme ressemble aux cheveux de Méduse, on la surnomme « galaxie de la Méduse ».

## Caractéristiques
NGC 4194 présente une large raie HI'. Elle renferme également des régions d'hydrogène ionisé. De plus, c'est une galaxie LINER, c'est-à-dire une galaxie dont le noyau présente un spectre d'émission caractérisé par de larges raies d'atomes faiblement ionisés.

### Distance
Sa vitesse par rapport au fond diffus cosmologique est de 2 670 ± 12 km/s, ce qui correspond à une distance de Hubble de 39,4 ± 2,8 Mpc (∼129 millions d'al).
À ce jour, quatre mesures non basées sur le décalage vers le rouge (redshift) donnent une distance de 16,995 ± 14,737 Mpc (∼55,4 millions d'al), ce qui est à l'extérieur des valeurs de la distance de Hubble. Trois des quatre valeurs sont inférieures à 10 Mpc. Seule la dernière mesure datant d'une publication de 1988 est semblable à la distance de Hubble étant égale à 39,1 Mpc. Notons cependant que c'est avec la valeur moyenne des mesures indépendantes, lorsqu'elles existent, que la base de données NASA/IPAC calcule le diamètre d'une galaxie.

### Galaxie isolée
NGC 4194 est aussi une galaxie du champ, c'est-à-dire qu'elle n'appartient pas à un amas ou un groupe et qu'elle est donc gravitationnellement isolée. 

### Brillance de surface
En raison d'une brillance de surface égale à 14,09 mag/am2, on peut qualifier NGC 4194 de galaxie à faible brillance de surface (LSB en anglais pour low surface brightness). Les galaxies LSB sont des galaxies diffuses (D) avec une brillance de surface inférieure de moins d'une magnitude à celle du ciel nocturne ambiant.

### Luminosité dans l'infrarouge
NGC 4194 est une galaxie lumineuse dans l'infrarouge (LIRG). Sa luminosité de la galaxie NGC 4194 dans l'infrarouge lointain (de 40 à 400 µm)  est égale à 7,94 × 1010 {\displaystyle L_{\odot }} (1010,90{\displaystyle L_{\odot }}) et sa luminosité totale dans l'infrarouge (de 8 à 1 000 µm) est de 1,20 × 1011 {\displaystyle L_{\odot }} (109,82{\displaystyle L_{\odot }}).

### Émission de radiation ultraviolette
NGC 4194 est une galaxie dont le noyau brille dans le domaine de l'ultraviolet. Elle est inscrite dans le catalogue de Markarian sous la désignation Mrk 201 (MK 201).

### Galaxie à sursaut de formation d'étoiles
NGC 4194 une galaxie à sursaut de formation d'étoiles. C'est une galaxie bleue compacte (Blue compact galaxy BlueCG)..

### Fusion galactique et formation d'étoiles

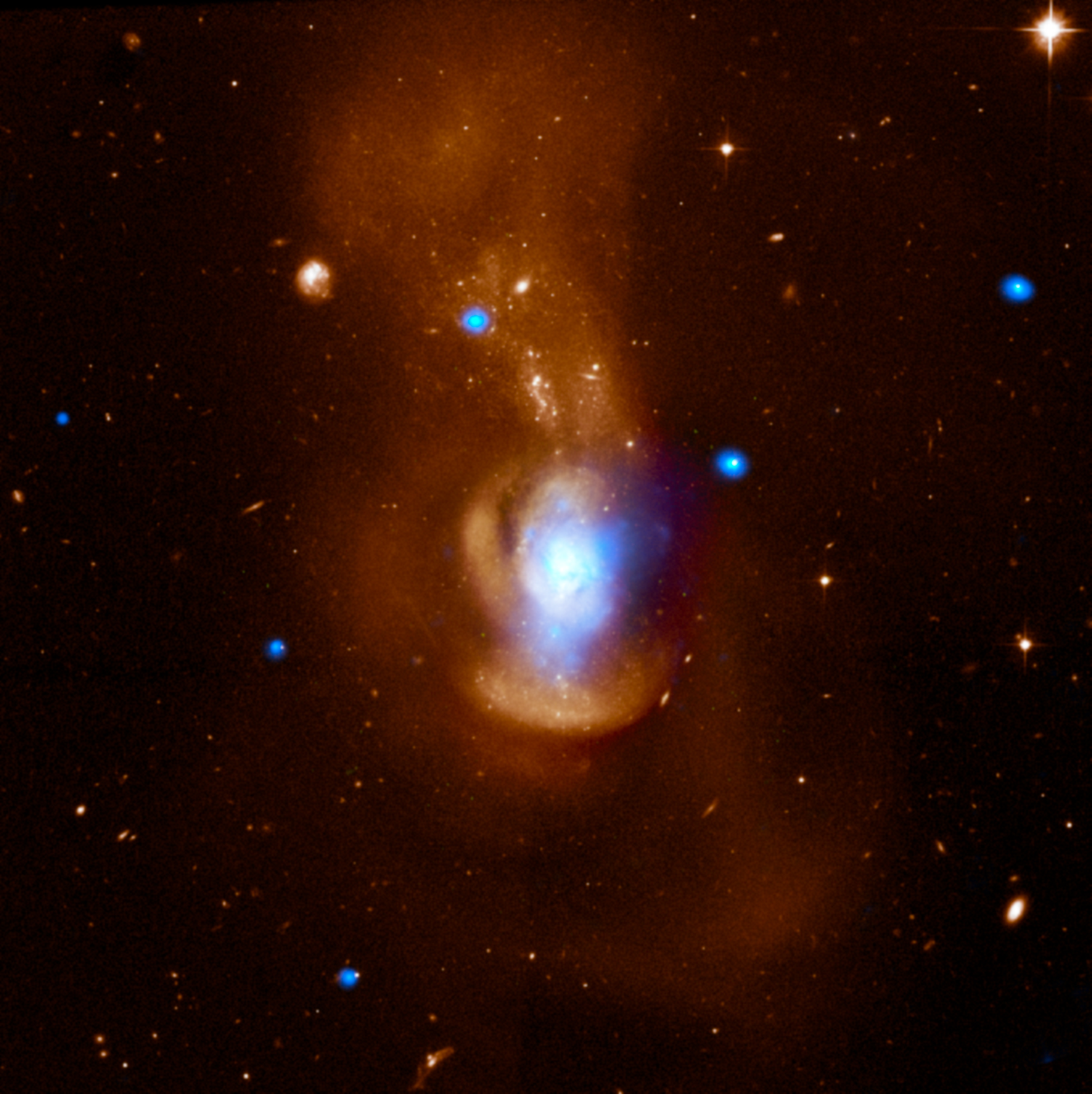
Image composite provenant des données rayon X (bleu) du télescope spatial Chandra et des données en lumière visible (orange) captées par le télescope spatial Hubble.
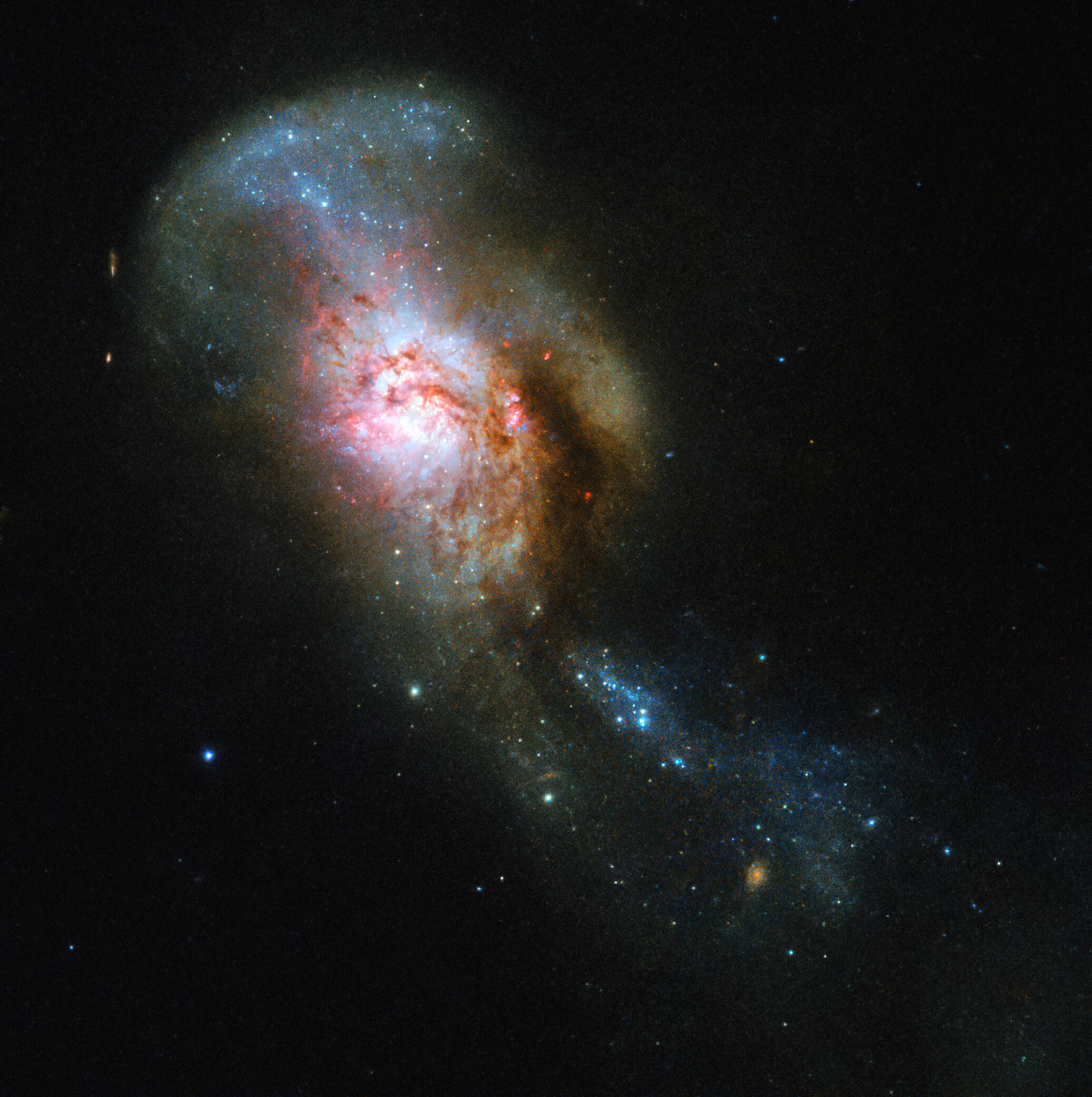
NGC 4194 par le télescope spatial Hubble.

Le taux de formation d'étoiles très élevé dans cette galaxie provient de la fusion de deux petites galaxies, dont l'une serait probablement une galaxie elliptique et l'autre une spirale riche en gaz.
Selon une étude publiée en 2011 réalisée sur NGC 4194 et neuf autres galaxies, il existe une corrélation entre le taux de formation d'étoiles et la production de systèmes binaires à rayons X, soit des systèmes binaires contenant à la suite d'une supernova une étoile à neutrons ou encore un trou noir stellaire. Les auteurs ont déduit que le nombre de sources de rayons X et leur luminosité était liés au taux de formation d'étoiles.
Une autre étude des sources rayons X de NGC 4194 et de NGC 7541, deux galaxies présentant un taux élevé de formation d'étoiles, portait également sur la relation entre les sources X et le taux de formation d'étoiles. Selon cette étude, le taux de formation d'étoiles estimé en masse solaire pour NGC 4194 est de 12,3 {\displaystyle M_{\odot }} par année.
On estime que la masse totale de gaz moléculaire de NGC 4194 disponible pour la formation d'étoiles est de 2 × 109 {\displaystyle M_{\odot }} et qu'au rythme observé de formation d'étoiles tout ce gaz sera consumé en 40 millions d'années.

## Amas de la Vierge
La désignation VCC 261 indique que cette galaxie fait partie de l'amas de la Vierge.